# Gyrostoma stimpsonii
Gyrostoma stimpsonii is een zeeanemonensoort uit de familie van de Actiniidae. De wetenschappelijke naam van de soort is voor het eerst geldig gepubliceerd in 1889 door Fewkes.